# Grand Prix moto d'Australie 2000
Le  Grand Prix moto d'Australie 2000 est la seizième et dernière manche du championnat du monde de vitesse moto 2000. La compétition s'est déroulée du 27 au 29 octobre 2000 sur le circuit de Phillip Island.
C'est la 12e édition du Grand Prix moto d'Australie.

## Résultat des 500 cm3
| Pos  | Pilote              | Constructeur | Temps/Écart     | Points |
| ---- | ------------------- | ------------ | --------------- | ------ |
| 1    | Max Biaggi          | Yamaha       | 42 min 29 s 792 | 25     |
| 2    | Loris Capirossi     | Honda        | +0 s 182        | 20     |
| 3    | Valentino Rossi     | Honda        | +0 s 288        | 16     |
| 4    | Alex Barros         | Honda        | +0 s 426        | 13     |
| 5    | Garry McCoy         | Yamaha       | +1 s 885        | 11     |
| 6    | Norifumi Abe        | Yamaha       | +3 s 818        | 10     |
| 7    | Kenny Roberts Jr    | Suzuki       | +3 s 846        | 9      |
| 8    | Jeremy McWilliams   | Aprilia      | +3 s 878        | 8      |
| 9    | Tadayuki Okada      | Honda        | +4 s 308        | 7      |
| 10   | Nobuatsu Aoki       | Suzuki       | +12 s 582       | 6      |
| 11   | Régis Laconi        | Yamaha       | +15 s 939       | 5      |
| 12   | Jurgen vd Goorbergh | TSR-Honda    | +40 s 420       | 4      |
| 13   | Tekkyu Kayoh        | Honda        | +1 min 06 s 159 | 3      |
| 14   | Tetsuya Harada      | Aprilia      | +1 min 15 s 267 | 2      |
| 15   | Yoshiteru Konishi   | TSR-Honda    | +1 tour         | 1      |
| Abd. | Sete Gibernau       | Honda        | Abandon         |        |
| Abd. | Carlos Checa        | Yamaha       | Abandon         |        |
| Abd. | David Tomas         | Honda        | Abandon         |        |
| Abd. | Mark Willis         | Modenas      | Abandon         |        |
| Abd. | Àlex Crivillé       | Honda        | Abandon         |        |

## Résultat des 250 cm3
| Pos  | Pilote             | Constructeur | Temps/Écart     | Points |
| ---- | ------------------ | ------------ | --------------- | ------ |
| 1    | Olivier Jacque     | Yamaha       | 39 min 19 s 795 | 25     |
| 2    | Shinya Nakano      | Yamaha       | +0 s 014        | 20     |
| 3    | Daijiro Kato       | Honda        | +14 s 525       | 16     |
| 4    | Ralf Waldmann      | Aprilia      | +14 s 556       | 13     |
| 5    | Marco Melandri     | Aprilia      | +30 s 945       | 11     |
| 6    | Tohru Ukawa        | Honda        | +49 s 942       | 10     |
| 7    | Anthony West       | Honda        | +59 s 116       | 9      |
| 8    | Jason Vincent      | Aprilia      | +59 s 170       | 8      |
| 9    | Fonsi Nieto        | Yamaha       | +59 s 563       | 7      |
| 10   | Roberto Rolfo      | Aprilia      | +59 s 558       | 6      |
| 11   | Sebastian Porto    | Yamaha       | +59 s 677       | 5      |
| 12   | Naoki Matsudo      | Yamaha       | +59 s 692       | 4      |
| 13   | Vincent Philippe   | TSR-Honda    | +1 min 08 s 252 | 3      |
| 14   | Julien Allemand    | Yamaha       | +1 min 11 s 768 | 2      |
| 15   | Luca Boscoscuro    | Aprilia      | +1 min 20 s 888 | 1      |
| 16   | Ivan Clementi      | Aprilia      | +1 min 20 s 965 |        |
| 17   | Johann Stigefelt   | TSR-Honda    | +1 min 21 s 234 |        |
| 18   | Alex Debón         | Aprilia      | +1 min 24 s 803 |        |
| 19   | Shahrol Yuzy       | Yamaha       | +1 min 33 s 561 |        |
| 20   | David Checa        | TSR-Honda    | +1 min 33 s 618 |        |
| 21   | Lucas Oliver Bulto | Yamaha       | +1 min 36 s 630 |        |
| 22   | Jarno Janssen      | TSR-Honda    | +1 tour         |        |
| Abd. | Jeronimo Vidal     | Aprilia      | Abandon         |        |
| Abd. | Terry Carter       | Yamaha       | Abandon         |        |
| Abd. | Shaun Geronimi     | Yamaha       | Abandon         |        |
| Abd. | Franco Battaini    | Aprilia      | Abandon         |        |
| Abd. | Adrian Coates      | Aprilia      | Abandon         |        |
| Abd. | Sébastien Gimbert  | TSR-Honda    | Abandon         |        |

## Résultat des 125 cm3
| Pos  | Pilote             | Constructeur | Temps/Écart     | Points |
| ---- | ------------------ | ------------ | --------------- | ------ |
| 1    | Masao Azuma        | Honda        | 38 min 15 s 366 | 25     |
| 2    | Youichi Ui         | Derbi        | +0 s 622        | 20     |
| 3    | Noboru Ueda        | Honda        | +4 s 088        | 16     |
| 4    | Emilio Alzamora    | Honda        | +4 s 170        | 13     |
| 5    | Manuel Poggiali    | Derbi        | +5 s 697        | 11     |
| 6    | Alex De Angelis    | Honda        | +15 s 596       | 10     |
| 7    | Steve Jenkner      | Honda        | +15 s 597       | 9      |
| 8    | Ivan Goi           | Honda        | +23 s 402       | 8      |
| 9    | Gino Borsoi        | Aprilia      | +32 s 204       | 7      |
| 10   | Simone Sanna       | Aprilia      | +33 s 961       | 6      |
| 11   | Angel Nieto Jr     | Honda        | +42 s 276       | 5      |
| 12   | Antonio Elias      | Honda        | +42 s 378       | 4      |
| 13   | Randy de Puniet    | Aprilia      | +42 s 700       | 3      |
| 14   | Pablo Nieto        | Derbi        | +43 s 206       | 2      |
| 15   | Jaroslav Huleš     | Aprilia      | +1 min 07 s 361 | 1      |
| 16   | Reinhard Stolz     | Honda        | +1 min 19 s 126 |        |
| 17   | Leon Haslam        | Italjet      | +1 min 24 s 320 |        |
| 18   | Joshua Brookes     | Honda        | +1 min 35 s 650 |        |
| 19   | Éric Bataille      | Honda        | +1 min 36 s 754 |        |
| 20   | Stefano Bianco     | Honda        | +1 tour         |        |
| Abd. | Jay Taylor         | Honda        | Abandon         |        |
| Abd. | William De Angelis | Aprilia      | Abandon         |        |
| Abd. | Arnaud Vincent     | Aprilia      | Abandon         |        |
| Abd. | Lucio Cecchinello  | Honda        | Abandon         |        |
| Abd. | Michael Teniswood  | Honda        | Abandon         |        |
| Abd. | Marco Tresoldi     | Italjet      | Abandon         |        |
| Abd. | Max Sabbatani      | Honda        | Abandon         |        |
| Abd. | Roberto Locatelli  | Aprilia      | Abandon         |        |
| Abd. | Gianluigi Scalvini | Aprilia      | Abandon         |        |